# Nazperver Kadın
Nazperver Kadın, död 1930, var fjärde hustru till den osmanska sultanen Mehmet V (regerande 1909–1918).
Hon var dotter till den abchaziska prinsen Ismail Çikotua och Aliye Dziapş-lpa. Hon kom till det kejserliga osmanska haremet som fosterbarn till sin moster Dürrinev Kadın. Hon gifte sig med prins Mehmet 1888. Paret fick en dotter, som avled som spädbarn. 
När maken besteg tronen i april 1909 fick hon titeln fjärde Kadin, och därefter tredje Kadin. Safiye Ünüvar beskrev henne som lång och fyllig, inte särskilt lärd, men godhjärtad och sofistikerad; hon ska ha plågats av sin barnlöshet, men sultanen behandlade henne vänligt. 
Under första världskriget deltog kungliga kvinnor i krigsansträngningen genom hjälpprogram, och hon engagerade sig i föreningen İstihlak-ı Milli Kadınlar Cemiyeti, som stöttade lokalproducerad mat. Under kriget besökte hon sjukhus för att visa sitt stöd, något som tilldrog sig stor uppmärksamhet och uppskattning från allmänheten, och hon mottogs med ropen "Må Allah beskydda er, ers höghet!". 30 maj 1918 tillhörde hon de kvinnliga medlemmar av sultanens familj som tog emot Österrikes kejsarinna Zita av Bourbon-Parma i Yıldızpalatset under det österrikiska kejsarparets statsbesök. 
Hon och Dilfirib Kadın befann sig vid Mehmet V:s dödsbädd 3 juli 1918. Som änka lämnade hon hovet och flyttade tillbaka till sin familj. Det osmanska sultanatet avskaffades 1 november 1922 och det osmanska kalifatet i mars 1924, varefter alla medlemmar av den före detta osmanska dynastin förvisades från den nya republiken Turkiet. Nazperver Kadın inkluderades inte i förvisningen därför att denna inte definierade ingifta personer som medlemmar av dynastin. 